# Olivier Ier de Rohan
Olivier Ier de Rohan (né après 1191 - décédé vers 1228), 6e vicomte de Rohan, frère du Geoffroy de Rohan et fils d'Alain IV de Rohan.

## Biographie
Il succède à son frère aîné mais il meurt sans alliance ni postérité et son frère cadet Alain V de Rohan lui succède.

## Armoiries
| Blason | Blasonnement : De gueules à sept macles d'or, posées 3, 3, 1. |